# San Marino Calcio 2002-2003
Questa pagina raccoglie le informazioni riguardanti il San Marino Calcio nelle competizioni ufficiali della stagione 2002-2003.

## Rosa
| N. |                   | Ruolo | Calciatore          |
| -- | ----------------- | ----- | ------------------- |
|    | Italia (bandiera) | D     | Alessandro Battisti |
|    | Italia (bandiera) | C     | Thomas Bendoni      |
|    | Italia (bandiera) | C     | Simone Berardi      |
|    | Italia (bandiera) | C     | Andrea Bracaletti   |
|    | Italia (bandiera) | C     | Pierpaolo Caminati  |
|    | Italia (bandiera) | C     | Danilo Coppola      |
|    | Italia (bandiera) | D     | Riccardo Cossu      |
|    | Italia (bandiera) | C     | Andrea Del Bianco   |
|    | Italia (bandiera) | C     | Giuseppe De Feudis  |
|    | Italia (bandiera) | C     | Vincenzo Esposito   |
|    | Italia (bandiera) | D     | Simone Fortini      |
|    | Italia (bandiera) | C     | Marco Grossi        |
|    | Italia (bandiera) | A     | Marco Guerra        |
|    | Italia (bandiera) | D     | Maurizio Lauro      |

| N. |                   | Ruolo | Calciatore        |
| -- | ----------------- | ----- | ----------------- |
|    | Italia (bandiera) | A     | Luca Lugnan       |
|    | Italia (bandiera) | D     | Sandro Macerata   |
|    | Italia (bandiera) | A     | Andrea Maniero    |
|    | Italia (bandiera) | D     | Maurizio Marin    |
|    | Italia (bandiera) | C     | Cristian Mauro    |
|    | Italia (bandiera) | D     | Andrea Ottaviani  |
|    | Italia (bandiera) | C     | Alessandro Pagano |
|    | Italia (bandiera) | A     | Marco Pierobon    |
|    | Italia (bandiera) | P     | Alberto Pomini    |
|    | Italia (bandiera) | A     | Alberto Rondina   |
|    | Italia (bandiera) | D     | Luca Suprani      |
|    | Italia (bandiera) | C     | Paolo Tarini      |
|    | Italia (bandiera) | C     | Antonello Troiano |
|    | Italia (bandiera) | P     | Giovanni Vecchini |